# Crew Dragon Resilience
Pour les articles homonymes, voir Resilience.

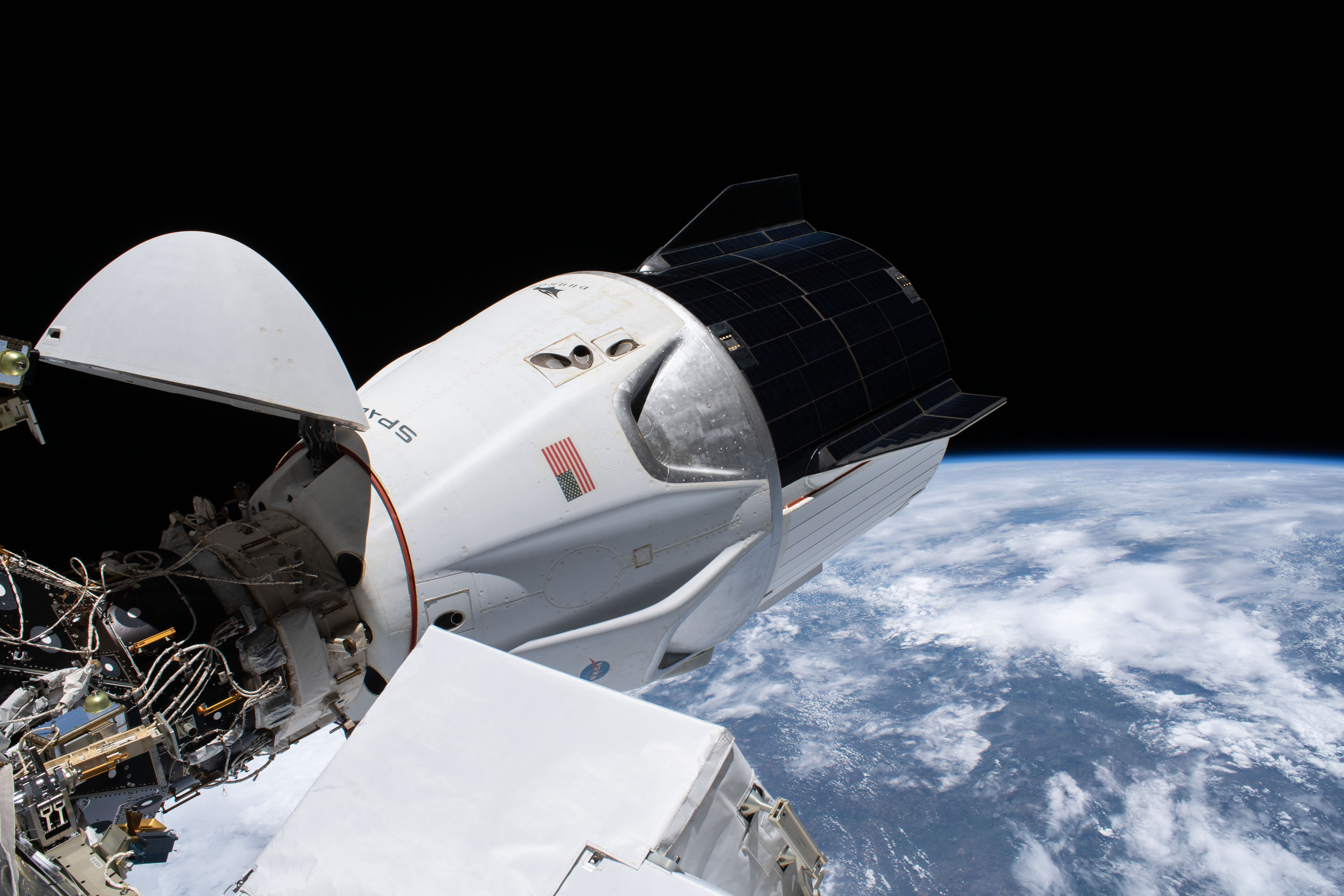
Resilience amarré à la Station spatiale internationale en janvier 2021.

La Crew Dragon Resilience (Dragon capsule C207) est un vaisseau spatial Crew Dragon fabriqué et exploité par la société américaine SpaceX et utilisé par le programme d'équipage commercial de la National Aeronautics and Space Administration (NASA).
Il a été lancé en orbite au sommet d'une fusée Falcon 9 le 16 novembre 2020 et amarré avec succès à la Station spatiale internationale (ISS) le 17 novembre 2020 dans le cadre de la mission SpaceX Crew-1. Il s'agissait du premier vol opérationnel d'une capsule Dragon, transportant Michael Hopkins et trois autres membres d'équipage. Il revient sur Terre en mai 2021.
Le véhicule est utilisé pour la mission Inspiration4 en septembre 2021. Pour cette mission il est modifié, son mécanisme d’amarrage étant remplacé par une coupole panoramique.
Le vaisseau spatial a été nommé Resilience par son premier équipage en témoignage des événements mondiaux de 2020 dont la pandémie de Covid-19. 

## Historique des vols
| Vol n° | Mission                                                                                                  | Patch | Lancement         | Retour            | Équipage                                                           | Résultat |
| ------ | --- | ----- | ----------------- | ----------------- | ------------------------------------------------------------------ | -------- |
| 1      | Crew-1                                                                                                   |       | 16 novembre 2020  | 2 mai 2021        | Michael Hopkins Victor Glover Soichi Noguchi Shannon Walker        | Succès   |
| 1      | Premier vol opérationnel                                                                                 |       |                   |                   |                                                                    |          |
| 2      | Inspiration4                                                                                             |       | 16 septembre 2021 | 18 septembre 2021 | Jared Isaacman Sian Proctor Hayley Arceneaux Christopher Sembroski | Succès   |
| 2      | Premier vol privé ; premier vol opérationnel sans amarrage à l'ISS.                                      |       |                   |                   |                                                                    |          |
| 3      | Polaris Dawn                                                                                             |       | 10 septembre 2024 | 15 septembre 2024 | Jared Isaacman Scott Poteet Sarah Gillis Anna Menon                | Succès   |
| 3      | Première activité extra-véhiculaire privée ; deuxième vol opérationnel sans amarrage à l'ISS.            |       |                   |                   |                                                                    |          |
| 4      | Fram2 |       | 1er avril 2025    | 4 avril 2025      | Jannicke Mikkelsen Rabea Rogge Chun Wang Eric Philips              | Succès   |
| 4      | Vol privé ; premier vol habité en orbite polaire ; premier amerrissage sur la côte ouest des États-Unis. |       |                   |                   |                                                                    |          |